# Nottoway

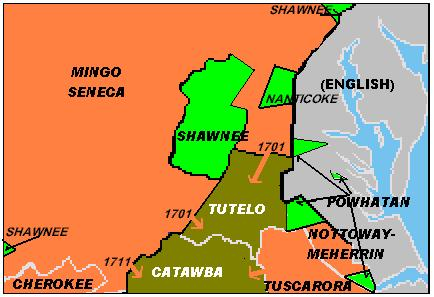
Nottoways och meherrins bosättningsområde år 1700.

Nottoway eller Cheroenhaka är ett irokesiskt folk i Virginia. Idag tillhör de flesta nottoway antingen Nottoway Indian Tribe of Virginia och Cheroenhaka (Nottoway) Indian Tribe. Bägge är sedan 2010 erkända som indianstammar av staten Virginia. Det finns inga indianreservat avsatta för dem och de är inte erkända av USA som indiannationer.